# Miller Glacier
Miller Glacier är en glaciär i Antarktis. Den ligger i Östantarktis. Nya Zeeland gör anspråk på området. Miller Glacier ligger 855 meter över havet.
Terrängen runt Miller Glacier är lite bergig. Trakten är obefolkad. Det finns inga samhällen i närheten. 